# 6153 Hershey
A 6153 Hershey (ideiglenes jelöléssel 1990 OB) a Naprendszer kisbolygóövében található aszteroida. Eleanor F. Helin fedezte fel 1990. július 19-én.